# Nowy Rynek (Zamość)

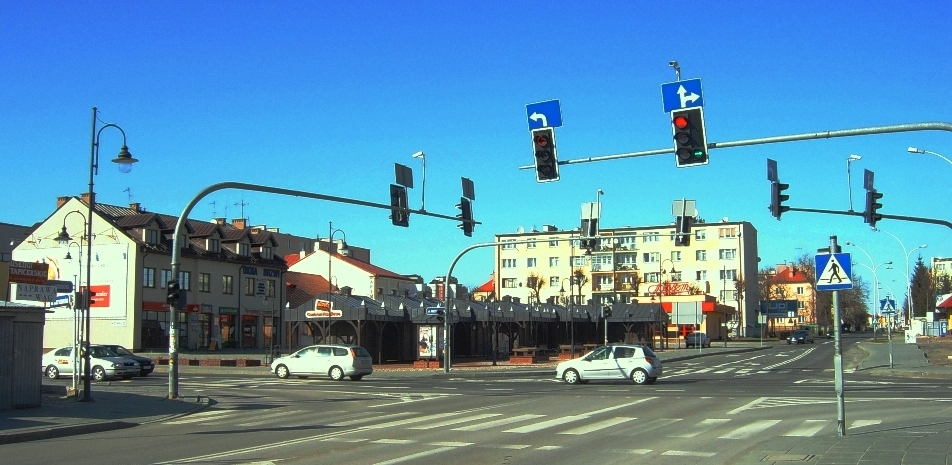
Północny fragment Nowego Rynku

Nowy Rynek – plac w Zamościu, położony we wschodniej części miasta, na Nowym Mieście.

## Charakterystyka

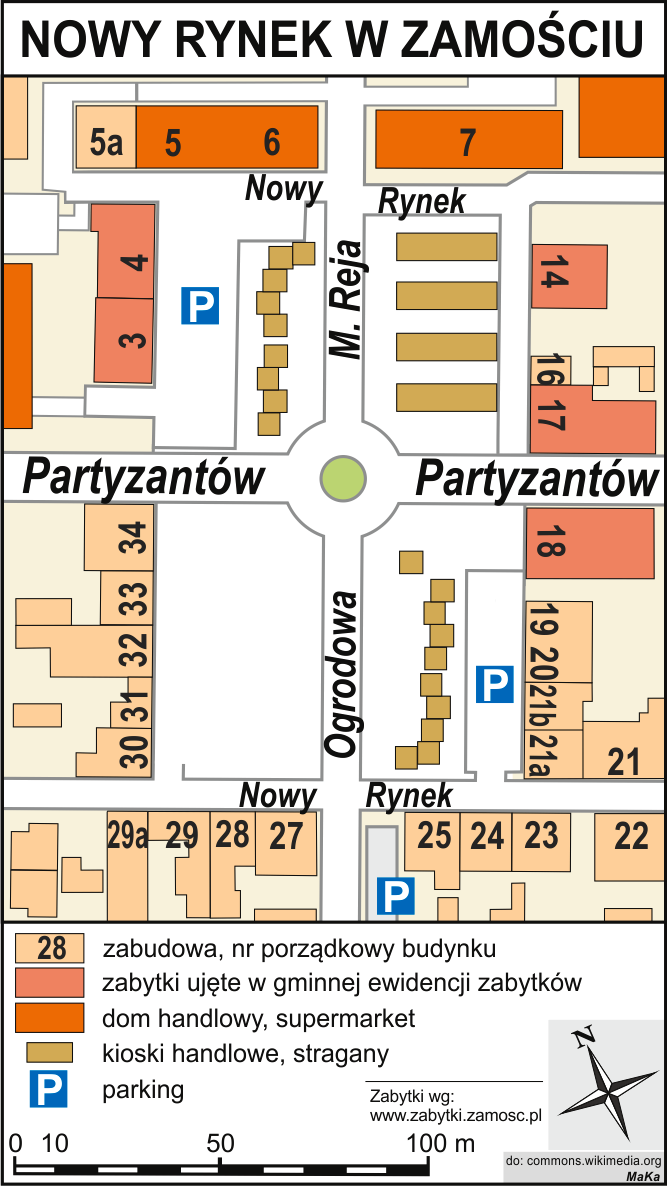
Plan Nowego Rynku

Wymiary Nowego Rynku wynoszą ok. 90 na 150 metrów - są nieco większe od wymiarów Rynku Wielkiego na Starym Mieście (jest rozciągnięty na linii północ-południe). Ze wschodu na zachód przecina go jedna z głównych, najruchliwszych ulic miasta - ulica Partyzantów, na północ biegnie ul. M. Reja, a na południe jej przedłużenie, ul. Ogrodowa. Zabudowa rynku jest dość mieszana, brak tu wyjątkowych czy charakterystycznych budynków. Są to głównie dwu- i trzykondygnacyjne kamienice, poza północną stroną, gdzie znajdują się markety „Lux” (spółdzielni PSS Społem). Do zabytków (z gminnej ewidencji) zaliczone są tylko nieliczne kamienice, głównie starsze.

## Historia
Nowy Rynek pojawił się w 1822 roku w centrum nowo powstałej wówczas Nowej Osady. Przedzielony szosą lwowską, był początkowo otoczony zabudowaniami charakterystycznymi dla małych miasteczek, tj. podcieniowymi i drewnianymi domami. Było to miejsce, gdzie odbywały się targi i jarmarki. Istniały tu 2 studnie pompowe, a w II poł. XIX wieku powstawały domy murowane, pod koniec tego stulecia również piętrowe (spośród 29 domów, murowanych było 15). W III ćw. XIX wieku, przy wylocie Nowego Rynku wzniesiono 2 zajazdy, które istnieją do dzisiaj (płn. zajazd nadbudowany). Plac ten częściowo wybrukowano w 1913 roku. Po I wojnie światowej, przy skrzyżowaniu ulic wybudowano stację transformatorową, którą rozebrano ok. 1970 roku. W 1937 roku wokół Rynku mieszkało 1700 osób, znajdowało się tu 91 sklepów (głównie spożywczych) i 7 gospód. 29 posesji wśród 35 było własnością Żydów. W latach 50.-70. na odbywały się tu wiece, które rozpoczynały pochód 1-majowy. Do początku lat 60. zatrzymywało się w czwartki na Rynku i jego okolicach kilkaset furmanek, a przedsiębiorstwa handlowe urządzały tu wielkie wiosenne oraz jesienne jarmarki. Mieściło się tu również kilka piekarń (m.in. Gradziuk, Łokaj czy Lewińska) i prywatnych sklepików (także państwowe oraz spółdzielcze, nazywane np. „u Obsta”). Ostatni, najbardziej charakterystyczny, staroświecki prywatny sklepik, którego właścicielem był S. Lis, zamknięto ok. 1970 roku. W okresie tym z Nowego Rynku usunięto budki oraz kioski, a pozostały jedynie kramy i ławy. Tak zwane „kocie łby” (nawierzchni) w północnej części Rynku zastąpiono klinkierem, jednak stary bruk zachował się w południowo-wschodniej części placu. Zakazano tu również postoju furmanek i wzniesiono 2 długie pawilony (dzisiejsze PSS-y). Rozebrano też kilka domów, w tym ostatni, narożny i zabytkowy przy ul. Ogrodowej w 1980 roku. Przestał wówczas także istnieć zespół handlowy GS. Pod koniec lat 70. pojawiają się ponownie sklepy prywatne, a w latach 80. przy Rynku stają pierwsze nowe domy (po ok. 40 latach od wybudowania narożnej kamienicy Ramsa). Zmodernizowane zostało skrzyżowanie, a w latach 1988–2022 działała tu sygnalizacja świetlna (zastąpiona rondem). W 1994 roku w kwartale północno-wschodnim ulokowano bazar, a od 1999 roku powstała nowa i estetyczna zabudowa.

## Obecnie

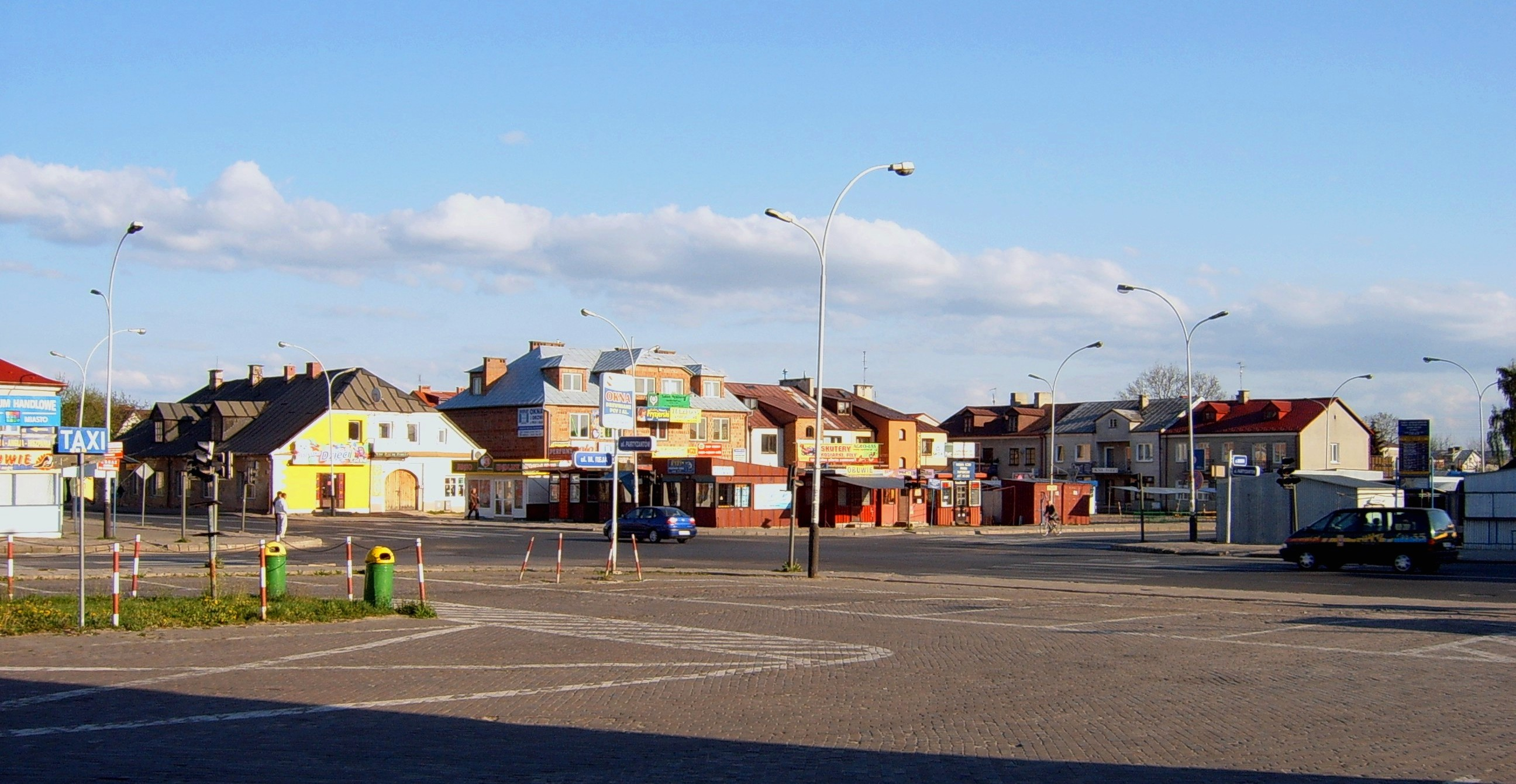
Nowy Rynek (południowo-wschodnia część)

Obecnie Nowy Rynek stanowi centralny punkt Nowego Miasta, uchodzącego powszechnie w Zamościu za niejako jego odrębną część (dzielnicę), obejmującą nie tylko jednostkę o tej samej nazwie - osiedle Nowe Miasto - ale także graniczące z nią i pobliskie osiedla: Świętego Piątka, Partyzantów, Słoneczny Stok i Zamoyskiego. Działa tu obecnie największe targowisko z kioskami i straganami w Zamościu (w południowo-zachodniej i północno-wschodniej części); jego fragmenty zajmuje także parking. Do dzisiaj utrzymują się targi na Nowym Rynku, a w każdy czwartek nadal przybywa tu wiele zamościan.
W roku 2010 rozpoczęto prace remontowe rynku Nowego Miasta, obejmujące jego północno-zachodnią część (w planach remontu znajduje się także południowo-wschodni fragment), w celu nadania mu nowej kompozycji odpowiedniej do pełnionej funkcji. W 2022 roku Nowy Rynek był objęty miejskim projektem przebudowy odcinka ulicy Partyzantów, w ramach którego wybudowano tu rondo (zlikwidowano sygnalizację świetlną) i wprowadzono ruch okrężny.